# 1968年グルノーブルオリンピックの西ドイツ選手団
1968年グルノーブルオリンピックの西ドイツ選手団（1968ねんグルノーブルオリンピックのにしドイツせんしゅだん）は、1968年2月6日から2月18日まで、フランスのグルノーブルで開催された1968年グルノーブルオリンピックの西ドイツ選手団、およびその競技結果。

## 概要
冬季オリンピックの1956年コルチナ・ダンペッツオオリンピックから夏季オリンピックの1964年東京オリンピックまで、西ドイツは東ドイツとともに合同チームを結成しオリンピックの東西統一ドイツ選手団として参加していたが、今大会から西ドイツ単独での参加となった。
今大会では、金メダル2個、銀メダル2個、銅メダル3個の合計7個のメダルを獲得した。

## メダル
| メダル | 選手名                                            | 競技               | 種目        |
| ------ | ------------------------------------------------- | ------------------ | ----------- |
| 金     | エアハルド・ケラー                                | スピードスケート   | 男子500m    |
| 金     | フランツ・ケラー                                  | ノルディック複合   | 男子個人    |
| 銀     | ホルスト・フロート ペピ・バーダー                 | ボブスレー         | 男子2人乗り |
| 銀     | クリスタ・シュムック                              | リュージュ         | 女子1人乗り |
| 銅     | マーゴット・グロクシュバー ヴォルフガング・ダンネ | フィギュアスケート | ペア        |
| 銅     | ウォルフガング・ビンクラー フリッツ・ナハマン     | リュージュ         | 男子2人乗り |
| 銅     | アンゲリカ・デュンハウプト                        | リュージュ         | 女子1人乗り |